# خلنج أصفر
خلنج أصفر (الاسم العلمي:Erica lutea) هو نوع من النباتات يتبع جنس الخلنج من الفصيلة الخلنجية.